# Lekkerkerk
Lekkerkerk est un village dans la commune néerlandaise de Krimpenerwaard, dans la province de la Hollande-Méridionale. Le village compte environ 8 000 habitants.
Lekkerkerk a été une commune indépendante jusqu'au 1er janvier 1985. À cette date, la commune fusionne avec celle de Krimpen aan de Lek pour former la nouvelle commune de Nederlek.
Lekkerkerk est situé sur le Lek.